# Comuna Șagani, Tatarbunar
Șagani (în ucraineană Приморське, transliterat: Prîmorske) este o comună în raionul Tatarbunar, regiunea Odesa, Ucraina, formată din satele Șagani (reședința) și Trihat.

## Demografie
Componența lingvistică a comunei Șagani
     Ucraineană (94,67%)
     Rusă (3,67%)
     Alte limbi (1,55%)
Conform recensământului din 2001, majoritatea populației comunei Șagani era vorbitoare de ucraineană (94,67%), existând în minoritate și vorbitori de rusă (3,67%).